# Muro (Còrsega)
Muro (en cors Muru) és un municipi francès, situat a la regió de Còrsega, al departament d'Alta Còrsega. L'any 1999 tenia 248 habitants.

## Demografia
| 1962 | 1968 | 1975 | 1982 | 1990 | 1999 |
| ---- | ---- | ---- | ---- | ---- | ---- |
| 374  | 400  | 323  | 283  | 276  | 248  |

## Administració
| Període | Identitat     | Partit | Qualitat |  |
| ------- | ------------- | ------ | -------- |  |
| 2001-   | Pierre Oberti |        |          |  |

## Personatges il·lustres
- Hyacinthe Yvia Croce, escriptor.